# Çağla Demir
Çağla Demir (* 15. Juli 1992 in Samsun) ist eine türkische Schauspielerin und Model.

## Leben und Karriere
Demir wurde am 15. Juli 1992 in Samsun geboren. Nach ihrem Abschluss an der Fakultät für Schöne Künste der Beykent Üniversitesi begann sie ihre Schauspielkarriere.
Sie debütierte 2014 in der Serie Medcezir. Ihren Durchbruch erzielte sie mit der Rolle der Banu Akmeric in der türkischen Serie Kara Sevda, die von 2015 bis 2017 ausgestrahlt wurde. Sie spielte unter anderem in der Serie Siyah İnci. Außerdem trat sie in Çukur auf. Neben ihrer Schauspielkarriere ist sie als Model tätig und hat in verschiedenen Modemagazinen und Werbekampagnen mitgewirkt.

## Filmografie
Filme
- 2020: Bayi Toplantısı
- 2023: Kıyıda

Serien
- 2014–2015: Medcezir
- 2015–2017: Kara Sevda
- 2017–2018: Siyah İnci
- 2018: Kocaman Ailem
- 2019: Elimi Bırakma
- 2021: Çukur
- 2021: Menajerimi Ara
- 2023: Yargı